# Honesta missio
Honesta missio — термин, обозначающий почетное увольнение с военной службы в Римской империи. Такая отставка давала ветерану ряд привилегий и наград, которые могли различаться в разные исторические периоды. Это могло быть получение крупной, до 12000 сестерциев, денежной выплаты, земли для ведения хозяйства, освобождение от некоторых налогов и обязанностей.
Для выплаты ветеранам наградных в 6 году нашей эры Октавиан Август учредил специальную казну — военный эрарий.
Те из военнослужащих, кто не являлся римскими гражданами, также получали такое гражданство для себя и своих потомков. Им выдавался подтверждающий это бронзовый диплом.
Для получения подобного увольнения требовалось отслужить определенный срок, от 20 до 26 лет.